# PAX3
PAX3 (англ. Paired box 3) – білок, який кодується однойменним геном, розташованим у людей на короткому плечі 2-ї хромосоми.  Довжина поліпептидного ланцюга білка становить 479 амінокислот, а молекулярна маса — 52 968.
| 10         |  | 20         |  | 30         |  | 40         |  | 50         |
| ---------- |  | ---------- |  | ---------- |  | ---------- |  | ---------- |
| MTTLAGAVPR |  | MMRPGPGQNY |  | PRSGFPLEVS |  | TPLGQGRVNQ |  | LGGVFINGRP |
| LPNHIRHKIV |  | EMAHHGIRPC |  | VISRQLRVSH |  | GCVSKILCRY |  | QETGSIRPGA |
| IGGSKPKQVT |  | TPDVEKKIEE |  | YKRENPGMFS |  | WEIRDKLLKD |  | AVCDRNTVPS |
| VSSISRILRS |  | KFGKGEEEEA |  | DLERKEAEES |  | EKKAKHSIDG |  | ILSERASAPQ |
| SDEGSDIDSE |  | PDLPLKRKQR |  | RSRTTFTAEQ |  | LEELERAFER |  | THYPDIYTRE |
| ELAQRAKLTE |  | ARVQVWFSNR |  | RARWRKQAGA |  | NQLMAFNHLI |  | PGGFPPTAMP |
| TLPTYQLSET |  | SYQPTSIPQA |  | VSDPSSTVHR |  | PQPLPPSTVH |  | QSTIPSNPDS |
| SSAYCLPSTR |  | HGFSSYTDSF |  | VPPSGPSNPM |  | NPTIGNGLSP |  | QVMGLLTNHG |
| GVPHQPQTDY |  | ALSPLTGGLE |  | PTTTVSASCS |  | QRLDHMKSLD |  | SLPTSQSYCP |
| PTYSTTGYSM |  | DPVTGYQYGQ |  | YGQSKPWTF  |  |            |  |            |

A: Аланін

C: Цистеїн

D: Аспарагінова кислота

E: Глутамінова кислота

F: Фенілаланін

G: Гліцин

H: Гістидин

I: Ізолейцин

K: Лізин

L: Лейцин

M: Метіонін

N: Аспарагін

P: Пролін

Q: Глутамін

R: Аргінін

S: Серин

T: Треонін

V: Валін

W: Триптофан

Кодований геном білок за функціями належить до білків розвитку, фосфопротеїнів. 
Задіяний у таких біологічних процесах як транскрипція, регуляція транскрипції, нейрогенез, міогенез, поліморфізм, альтернативний сплайсинг. 
Білок має сайт для зв'язування з ДНК. 
Локалізований у ядрі.